# The Collection (album de Michael Jackson)
Pour les articles homonymes, voir The Collection.
Albums de Michael Jackson
King of Pop
(2008) Hello World
(2009)
The Collection est un coffret CD de Michael Jackson regroupant cinq de ses albums sortis entre 1979 et 2001.
Le coffret, sorti le 29 juin 2009, regroupe les albums Off the Wall, Thriller, Bad, Dangerous et Invincible. Les albums HIStory et Blood on the Dance Floor n'en font pas partie.
Michael Jackson a entièrement participé à la conception et à la réalisation du coffret. Ce dernier est sorti quelques jours après le décès de l'artiste et devait initialement accompagner la promotion du spectacle This Is It.
Le premier pressage du coffret est un vrai boîtier fermé qui s'ouvre par le haut par un capuchon en carton également. Un deuxième pressage sera édité avec une ouverture façon livre. Il existe par ailleurs une édition couleur or.

## Contenu

### Disque 1:Off the Wall- édition spéciale 2001
| No  | Titre                          | Crédit(s)               | Durée |
| --- | ------------------------------ | ----------------------- | ----- |
| 1.  | Don't Stop 'Til You Get Enough | M.Jackson               | 6:05  |
| 2.  | Rock With You                  | R.Temperton             | 3:40  |
| 3.  | Workin' Day & Night            | M.Jackson               | 5:14  |
| 4.  | Get On The Floor               | M.Jackson, L.Johnson    | 4:39  |
| 5.  | Off The Wall                   | R.Temperton             | 4:06  |
| 6.  | Girlfriend                     | P.McCarney              | 3:05  |
| 7.  | She's Out Of My Life           | Tom Bahler              | 3:38  |
| 8.  | I Can't Help It                | Susaye Greene, S.Wonder | 4:28  |
| 9.  | It's The Falling In Love       | D.Foster, C.Bayer Sager | 3:48  |
| 10. | Burn This Disco Out            | R.Temperton             | 3:30  |

| 11. | Quincy Jones Interview #1                                |           | 0:37 |
| 12. | Introduction to Don't Stop 'Til You Get Enough demo      |           | 0:13 |
| 13. | Don't Stop 'Til You Get Enough (Original Demo From 1978) | M.Jackson | 4:48 |
| 14. | Quincy Jones Interview #2                                |           | 0:30 |
| 15. | Introduction to Workin' Day and Night demo               |           | 0:10 |
| 16. | Workin' Day & Night (Original Demo From 1978)            | M.Jackson | 4:19 |
| 17. | Quincy Jones Interview #3                                |           | 0:48 |
| 18. | Rod Temperton Interview                                  |           | 4:57 |
| 19. | Quincy Jones Interview #4                                |           | 1:32 |

### Disque 2:Thriller
| No | Titre                                         | Crédit(s)              | Durée |
| -- | --------------------------------------------- | ---------------------- | ----- |
| 1. | Wanna Be Startin' Somethin'                   | M.Jackson              | 6:00  |
| 2. | Baby Be Mine                                  | R.Temperton            | 4:20  |
| 3. | The Girl Is Mine (en duo avec Paul McCartney) | M.Jackson              | 3:42  |
| 4. | Thriller                                      | R.Temperton            | 5:57  |
| 5. | Beat It                                       | M.Jackson              | 4:17  |
| 6. | Billie Jean                                   | M.Jackson              | 4:54  |
| 7. | Human Nature                                  | S.Porcaro, John Bettis | 4:05  |
| 8. | P. Y. T. (Pretty Young Thing)                 | Q.Jones, J.Ingram      | 3:58  |
| 9. | The Lady in My Life                           | R.Temperton            | 4:58  |

### Disque 3:Bad- édition spéciale 2001
| No  | Titre                        | Crédit(s)                  | Durée |
| --- | ---------------------------- | -------------------------- | ----- |
| 1.  | Bad                          | M.Jackson                  | 4:07  |
| 2.  | The Way You Make Me Feel     | M.Jackson                  | 4:58  |
| 3.  | Speed Demon                  | M.Jackson                  | 4:01  |
| 4.  | Liberian Girl                | M.Jackson                  | 3:53  |
| 5.  | Just Good Friends            | Terry Britten, Graham Lyle | 4:08  |
| 6.  | Another Part of Me           | M.Jackson                  | 3:53  |
| 7.  | Man in the Mirror            | Glen Ballard, Garrett      | 5:18  |
| 8.  | I Just Can't Stop Loving You | M.Jackson                  | 4:13  |
| 9.  | Dirty Diana                  | M.Jackson                  | 4:40  |
| 10. | Smooth Criminal              | M.Jackson                  | 4:18  |
| 11. | Leave Me Alone               | M.Jackson                  | 4:38  |

| 12. | Interview with Quincy Jones #1 |                   | 4:03 |
| 13. | Streetwalker                   | M.Jackson         | 5:49 |
| 14. | Interview with Quincy Jones #2 |                   | 2:53 |
| 15. | Todo Mi Amor Eres Tu           | M.Jackson, Blades | 4:05 |
| 16. | Interview with Quincy Jones #3 |                   | 2:30 |
| 17. | Spoken intro to Fly Away       |                   | 0:08 |
| 18. | Fly Away                       | M.Jackson         | 3:26 |

### Disque 4:Dangerous
| No  | Titre                    | Crédits                                | Durée |
| --- | ------------------------ | -------------------------------------- | ----- |
| 1.  | Jam                      | M.Jackson, T.Riley, R.Moore, B.Swedien | 5:39  |
| 2.  | Why You Wanna Trip On Me | T.Riley, B.Belle                       | 5:24  |
| 3.  | In the Closet            | M.Jackson, T.Riley                     | 6:31  |
| 4.  | She Drives Me Wild       | M.Jackson, T.Riley                     | 3:41  |
| 5.  | Remember the Time        | M.Jackson, T.Riley, B.Belle            | 4:00  |
| 6.  | Can't Let Her Get Away   | M.Jackson, T.Riley                     | 4:58  |
| 7.  | Heal the World           | M.Jackson                              | 6:24  |
| 8.  | Black or White           | M.Jackson                              | 4:15  |
| 9.  | Who Is It                | M.Jackson                              | 6:34  |
| 10. | Give in to Me            | M.Jackson, B.Bottrell                  | 5:29  |
| 11. | Will You Be There        | M.Jackson                              | 7:40  |
| 12. | Keep the Faith           | M.Jackson, G.Ballard, S.Garrett        | 5:57  |
| 13. | Gone Too Soon            | L.Grossman, B.Kohan                    | 3:26  |
| 14. | Dangerous                | M.Jackson, T.Riley, B.Bottrell         | 6:59  |

### Disque 5:Invincible
| No  | Titre             | Crédits                                                  | Durée |
| --- | ----------------- | -------------------------------------------------------- | ----- |
| 1.  | Unbreakable       | M.Jackson, Jerkins, Jerkins III, Daniels, Payne, Smith   | 6:26  |
| 2.  | Heartbreaker      | M.Jackson, Jerkins, Jerkins III, Daniels, Mischke, Gregg | 5:09  |
| 3.  | Invincible        | M.Jackson, Jerkins, Jerkins III, Daniels, Gregg          | 4:46  |
| 4.  | Break Of Dawn     | M.Jackson, Dr. Freeze                                    | 5:32  |
| 5.  | Heaven Can Wait   | M.Jackson, Riley, Heard, Smith, Beal, Laues, Quiller     | 4:49  |
| 6.  | You Rock My World | M.Jackson, Jerkins, Jerkins III, Daniels, Payne          | 5:39  |
| 7.  | Butterflies       | Harris, Ambrosius                                        | 4:40  |
| 8.  | Speechless        | M.Jackson                                                | 3:18  |
| 9.  | 2000 Watts        | M.Jackson, Riley, Gibson, Henson                         | 4:24  |
| 10. | You Are My Life   | M.Jackson, Babyface, Sager, McClain                      | 4:33  |
| 11. | Privacy           | M.Jackson, Jerkins, Jerkins III, Daniels, Bell           | 5:05  |
| 12. | Don't Walk Away   | M.Jackson, Riley, Stites, Vertelney                      | 5:24  |
| 13. | Cry               | R.Kelly                                                  | 5:00  |
| 14. | The Lost Children | M.Jackson                                                | 4:00  |
| 15. | Whatever Happens  | M.Jackson, Riley, Cang, Quay, Williams, Santana          | 4:56  |
| 16. | Threatened        | M.Jackson, Jerkins, Jerkins III, Daniels                 | 4:18  |

## Accueil
Le coffret a atteint la place de numéro un dans plusieurs pays (France, Belgique, Danemark, Espagne). En France, le coffret a été certifié platine pour 100 000 exemplaires vendus. Il a été deux semaines à la première place de l'European Top 100 Albums.